# Holotrichia biehli
Holotrichia biehli är en skalbaggsart som beskrevs av Brenske 1892. Holotrichia biehli ingår i släktet Holotrichia och familjen Melolonthidae. Inga underarter finns listade i Catalogue of Life.